# Bula da Cruzada

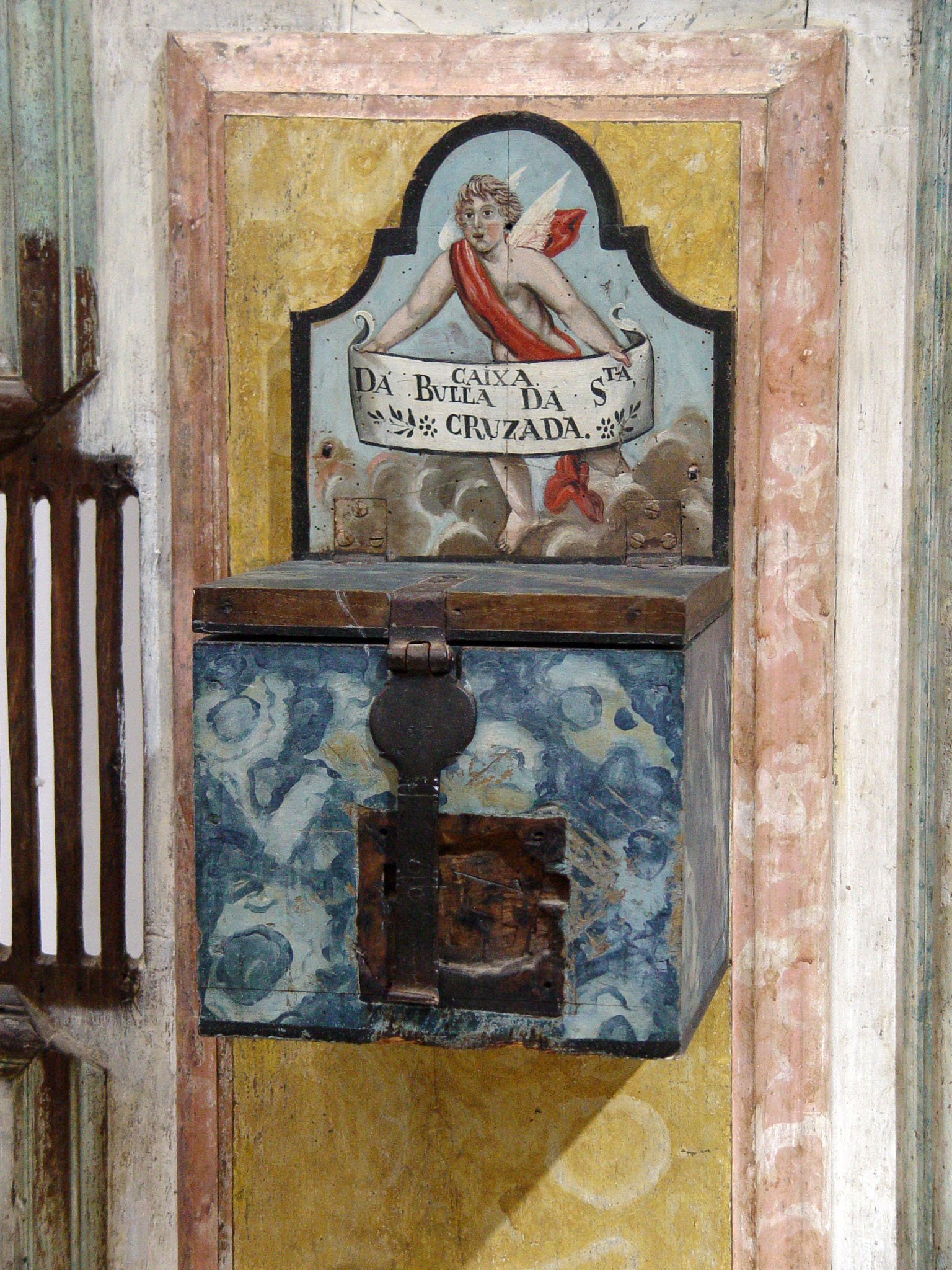
Caixa de esmolas revertendo para a Bula da Santa Cruzada, no Mosteiro de Pombeiro

Bula da Cruzada, ou Bula da Santa Cruzada, foi a designação dada às sucessivas concessões de indulgências aos fiéis da Igreja Católica em Portugal e suas possessões que contribuíssem com os seus bens para fins considerados como de interesse para a expansão do Catolicismo.
Inicialmente criada no tempo da Reconquista Cristã no território português, concedia indulgências aos fiéis, mediante compra, a quem ajudasse com os seus bens na luta contra os sarracenos, nos mesmos termos que eram concedidas a quem apoiasse as cruzadas na Terra Santa.
Sua aquisição implicava a dispensa de certos rituais católicos, como jejuns e abstinências.
Terminada a reconquista, a concessão de indulgências contra pagamento para a Bula da Cruzada manteve-se, passando os rendimentos obtidos a ser aplicados na manutenção das ordens militares, nas conquistas ultramarinas e no resgate de cativos.
A Bula da Cruzada foi extinta a 31 de dezembro de 1914, pelo papa Bento XV, que a substituiu pelos Indultos Pontifícios, cujos rendimentos eram utilizados para a fundação e manutenção de seminários.
Estes indultos foram extintos em 1966 com a disciplina penitencial decretada pela Constituição Apostólica Poenitemini.

## A Bula da Santa Cruzada na literatura
Em 1647, o Padre António Vieira proferiu na Catedral de Lisboa um sermão sobre a Bula da Santa Cruzada.